# Svjetsko žensko juniorsko prvenstvo u skijaškim skokovima
Svjetsko juniorsko prvenstvo u skijaškim skokovima je međunarodno natjecanje u skijaškim skokovima za juniorsku dobnu kategoriju koje se održava svake godine počevši od 1979. godine.

## Pojedinačno
| Godina | Mjesto održavanja | Skakaonica | Prvak                      | Drugi                | Treći             |
| ------ | ----------------- | ---------- | -------------------------- | -------------------- | ----------------- |
| 2006.  | Kranj             |            | Juliane Seyfarth           | Atsuko Tanaka        | Elena Runggaldier |
| 2007.  | Planica           |            | Lisa Demetz                | Katie Willis         | Maja Vtič         |
| 2008.  | Zakopane          |            | Jacqueline Seifriedsberger | Elena Runggaldier    | Katja Požun       |
| 2009.  | Štrbské Pleso     |            | Magdalena Schnurr          | Anna Häfele          | Coline Mattel     |
| 2010.  | Hinterzarten      |            | Elena Runggaldier          | Coline Mattel        | Sarah Hendrickson |
| 2011.  | Otepää            |            | Coline Mattel              | Špela Rogelj         | Yuki Ito          |
| 2012.  | Erzurum           |            | Sara Takanashi             | Sarah Hendrickson    | Carina Vogt       |
| 2013.  | Liberec           |            | Sara Takanashi             | Evelyn Insam         | Katja Požun       |
| 2014.  | Predazzo          |            | Sara Takanashi             | Coline Mattel        | Maren Lundby      |
| 2015.  | Almati            |            | Sofija Tihonova            | Elisabeth Raudaschl  | Chiara Hölzl      |
| 2016.  | Râșnov            |            | Chiara Hölzl               | Katharina Althaus    | Sofija Tihonova   |
| 2017.  | Park City         |            | Manuela Malsiner           | Ema Klinec           | Nika Križnar      |
| 2018.  | Kandersteg        |            | Nika Križnar               | Ema Klinec           | Anna Odine Strøm  |
| 2019.  | Lahti             |            | Ana Špineva                | Lidija Jakovljeva    | Lara Malsiner     |
| 2020.  | Oberwiesenthal    |            | Marita Kramer              | Thea Minyan Bjørseth | Lara Malsiner     |

## Vanjske poveznice
- Pregled na fis-ski.com